# Niviventer coninga
Niviventer coninga  (Swinhoe, 1864) è un roditore della famiglia dei Muridi, endemico dell'isola di Taiwan.

## Descrizione

### Dimensioni
Roditore di medie dimensioni, con lunghezza della testa e del corpo tra 140 e 205 mm, la lunghezza della coda tra 174 e 262 mm, la lunghezza del piede tra 30 e 37 mm, la lunghezza delle orecchie tra 22 e 29 mm e un peso fino a 176 g.

### Aspetto
La pelliccia è spinosa. Il colore delle parti dorsali varia dal bruno-rossiccio al bruno-giallastro, mentre le parti ventrali sono bianco crema. La coda è più lunga della testa e del corpo, è marrone scuro superiormente e più chiara inferiormente. I piedi sono lunghi e sottili. Le femmine hanno un paio di mammelle pettorali, un paio post-ascellari e due paia inguinali.

## Biologia

### Comportamento
È una specie terricola.

### Riproduzione
Le femmine danno alla luce 2-3 piccoli per volta.

## Distribuzione e habitat
Questa specie è endemica dell'Isola di Taiwan.
Vive nelle foreste a foglia larga e nelle boscaglie fino a 2.000 metri di altitudine.

## Conservazione
La IUCN Red List, considerato il vasto areale, la presenza in diverse aree protette e la popolazione numerosa, classifica M.coninga come specie a rischio minimo (Least Concern).